# Lilian Hamilton Jeffery
Lilian Hamilton Jeffery (Southend-on-Sea, 5 gennaio 1915 – 29 settembre 1986) è stata un'archeologa ed epigrafista britannica ricordata soprattutto per il suo lavoro del 1961 The Local Scripts of Archaic Greece.
Basandosi sul lavoro di Adolf Kirchhoff e Antony E. Raubitschek, Jeffery esaminò lo sviluppo dell'alfabeto greco dalla sua adozione fino al V secolo a.C. e così facendo stabilì la cronologia delle iscrizioni arcaiche.

## Biografia

### Primi anni
Lilian Jeffery, conosciuta con il nome di Anne, era nata a Westcliff-on-Sea, un sobborgo di Southend-on-Sea, come terzogenita di Thomas Theophilus Jeffery, maestro di scuola e docente di studi classici, e Lilian Mary Hamilton. Frequentò il Cheltenham Ladies' College e nel 1933 vinse una borsa di studio di studi classici al Newnham College di Cambridge, dove studiò con Jocelyn Toynbee sviluppando il suo interesse per l'archeologia e la filologia greca.

### Carriera

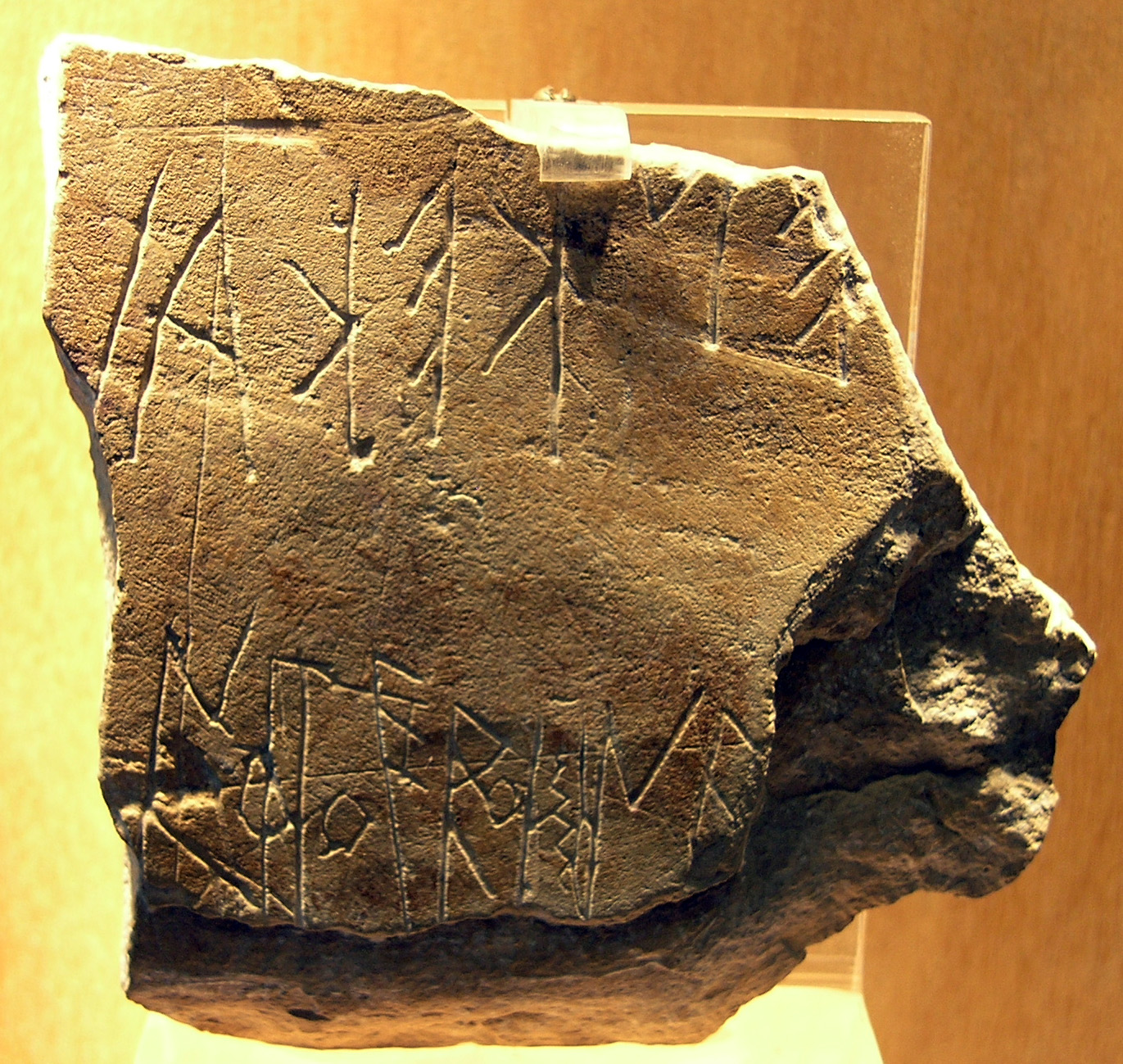
La più antica iscrizione attica rinvenuta nell'Acropoli di Atene, facente parte delle Inscriptiones graecae I³ 1418

Nel 1937 vinse la borsa di studio Walton alla British School di Atene, dove contribuì al lavoro di Antony E. Raubitschek dell'Istituto archeologico austriaco sui frammenti scultorei dell'Acropoli, co-pubblicando con lui il libro del 1949 Dedications from the Athenian Akropolis.
Durante la seconda guerra mondiale prestò servizio nella Women's Auxiliary Air Force (WAAF) presso la stazione RAF Medmenham; parte dei suoi compiti includevano l'interpretazione di fotografie aeree da parte dell'intelligence. Nel 1946 assunse la posizione di ricercatrice presso il Lady Margaret Hall di Oxford, dove rimase per il resto della sua carriera, a parte un periodo di ricerca presso l'Institute of Advanced Studies di Princeton dal settembre 1951 al giugno 1952. Il suo lavoro archeologico includeva uno studio sul campo con la British School nella Smirne antica (nel distretto di Bayrakli) nel 1949. Diede anche importanti contributi allo studio dei monumenti funerari attici e al progetto di edizione epigrafica Inscriptiones Graecae i3. Dal 1955 al 1961 fu redattrice dell'Annual della British School di Atene. Fu nominata membro della British Academy (FBA) nel 1965.
Il suo archivio è conservato presso il Centre for the Study of Ancient Documents di Oxford, digitalizzato e pubblicato online.

## Pubblicazioni (parziale)
- Dedications from the Athenian Akropolis: A catalogue of the inscriptions of the 6. and 5. centuries B. C, ed. con Antony E. Raubitschek (1949)
- Demiourgoi in the Archaic period' in Archeologia classica (1973–1974) 25–26:319–330.
- The Local Scripts of Archaic Greece: A Study of the Origin of the Greek Alphabet and Its Development from the Eighth to the Fifth Centuries B.C. (1961)
- Archaia grammata, some ancient Greek views. (1967)
- Poinikastas and poinikazen, BM 1969, 4–2.1: a new archaic inscription from Crete. Kadmos, (1970) 9:118–154
- An Archaic Greek Inscription from Crete The British Museum Quarterly, (1971) 36:24–29
- Lykios son of Myron: the epigraphic evidence in Στήλη Τόμος Εις Μνήμην Νικολάου Κοντολέοντος (1971)
- Archaic Greece: The City States, c.700-500 B.C. (1976)
- Some Nikai-statues at Olympia in the late fifth century B.C. (1979)
- Inscriptiones Graecae/ Vol. 1, Inscriptiones Atticae Euclidis anno anteriores; ediderunt David Lewis et Lilian Jeffery, adiuvante Eberhard Erxleben. Fasc. 2, Dedicationes, catalogi, termini, tituli sepulcrales, varia, tituli Attici extra Atticam reperti, addenda. (1994)